# Vapor Aymerich, Amat y Jover
El Vapor Aymerich, Amat y Jover es una antigua fábrica textil situada a la Rambla de Ègara de Tarrasa, construida entre 1907 y 1908, que actualmente es la sede del Museo de la Ciencia y de la Técnica de Cataluña. Obra del arquitecto Lluís Muncunill, es considerado el edificio industrial modernista más importante de Cataluña y fue declarado Bien Cultural de Interés Nacional (BCIN), en la categoría de Monumento Histórico, por el Gobierno de la Generalidad de Cataluña el 4 de junio de 2019. La denominación de vapor proviene de la utilización de la máquina de vapor como fuerza motriz.
El complejo industrial #original está formado por: una gran nave de producción de 11.000 m²;  un edificio anejo de tres cuerpos destinado a alojar la sala de calderas, la sala de la máquina de vapor y el taller de electricidad; el patio; la chimenea de 42 metros de altura, y el edificio de las oficinas, que está en el frente de la rambla.
Arquitectónicamente,  destaca la cubierta. Esta está formada por 161 vueltas de ladrillo plano (bóveda catalana), que se combinan con claraboyas adoptando el sistema de dientes de sierra, y se sostiene sobre 300 columnas de hierro fundido.
Fundada en 1908 por tres industriales egarenses —Josep Aymerich y Grané, Pau Amat y Boguñà y Francesc Jover Barba—, la fábrica acogía todo el proceso de transformación de la lana y producía los tejidos de lana denominados “novedades”. A partir de 1920, las hilaturas se trasladaron a Fígols y la fábrica se especializó en los tejidos, alquilando parte de su espacio a otras empresas. El año 1962 el edificio quedó gravemente afectado por las riadas de Terrassa y la fábrica cerró definitivamente en 1976. El edificio fue comprado por la Generalidad de Cataluña en 1983 y, después de ser rehabilitado, se convirtió en la sede del Museo de la Ciencia y de la Técnica de Cataluña.

## Construcción
Al final del siglo XIX, tres industriales egarenses, Josep Aymerich y Grané, Pau Amat y Boguñà y Francesc Jover Barba, se asociaron y crearon la empresa Aymerich, Amat y Jover, para dedicarse a la fabricación de tejidos de lana. Cómo era costumbre a la época, al principio se instalaron en unas naves de alquiler, en uno de los vapores existentes a la ciudad. Entre 1905-1906, los tres industriales decidieron construir su propio vapor. Uno de los socios, Pau Amat, pidió a sus dos socios de la empresa que el inmueble que iban a construir fuera una sociedad separada jurídicamente, y a todos los efectos, de la compañía textil. Así pues, formaron una sociedad anónima que sería la propietaria de la fábrica.
Sobre terrenos que habían sido huertas, ellos hicieron levantar un edificio para su industria. La construcción fue dirigida por el arquitecto Lluís Muncunill i Parellada y la ejecución fue a cargo del maestro de obras Baltà Comelles. Muncunill consiguió hacer un edificio funcional, productivo y bonito estéticamente.
Los trabajos se realizaron entre 1907 y 1908 y dieron trabajo ordinariamente a unos 200 obreros. Mientras duró la obra, y en contra del que era usual a la época, no hubo ningún accidente.

## Actividad industrial
El nuevo vapor se inauguró el noviembre de 1908. En 1912, murió Francesc Jover y su viuda decidió de separarse de la empresa textil lanera, pero no de la inmobiliaria.
En la fábrica se desarrollaba todo el proceso textil (hilaturas, tejidos y acabados), aunque luego se dividió: las hilaturas se trasladaron a Fígols en 1920 y la fábrica de Terraza se especializó en tejidos. A partir de esta fecha, una parte del espacio del vapor se alquiló a varias empresas. En 1962 la nave quedó gravemente afectada por las riadas y finalmente cerró en 1976. La última gran empresa que trabajó dentro de la fábrica fue la Manufactura Auxiliar, SANO, que cerró en 1978.
El edificio fue adquirido por la Generalidad de Cataluña en 1983, y posteriormente se ha alojado en él el Museo de la Ciencia y de la Técnica de Cataluña.

## Arquitectura[3]

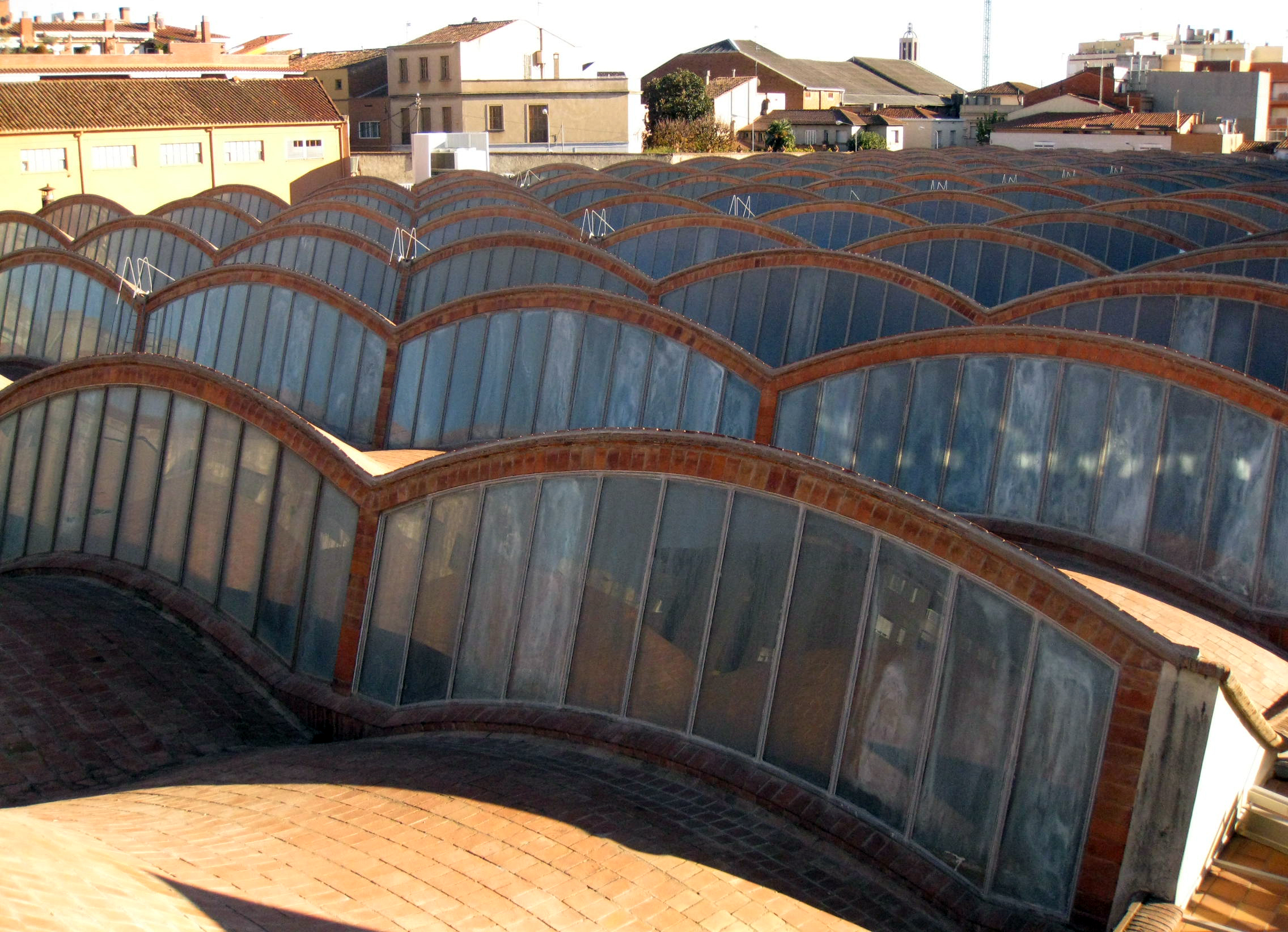
Cubierta del Vapor

El edificio consta de una gran nave de producción que tiene anexo un edificio de tres cuerpos destinado a alojar la sección energética y motriz, un patio y dependencias de oficinas que hacen fachada con la calle.
La nave de producción es un espacio uniforme. El sostén de la cubierta se realiza mediante 300 pilares de hierro fundido hechos en los talleres de la Nueva Vulcano de la Barceloneta. Se calcula que el hierro usado en el edificio pesa unos 340.000 kg. Los pilares servían también como bajantes de agua y como apoyo de los árboles de transmisión que transmitían la fuerza de la máquina de vapor a todas las máquinas de la fábrica.

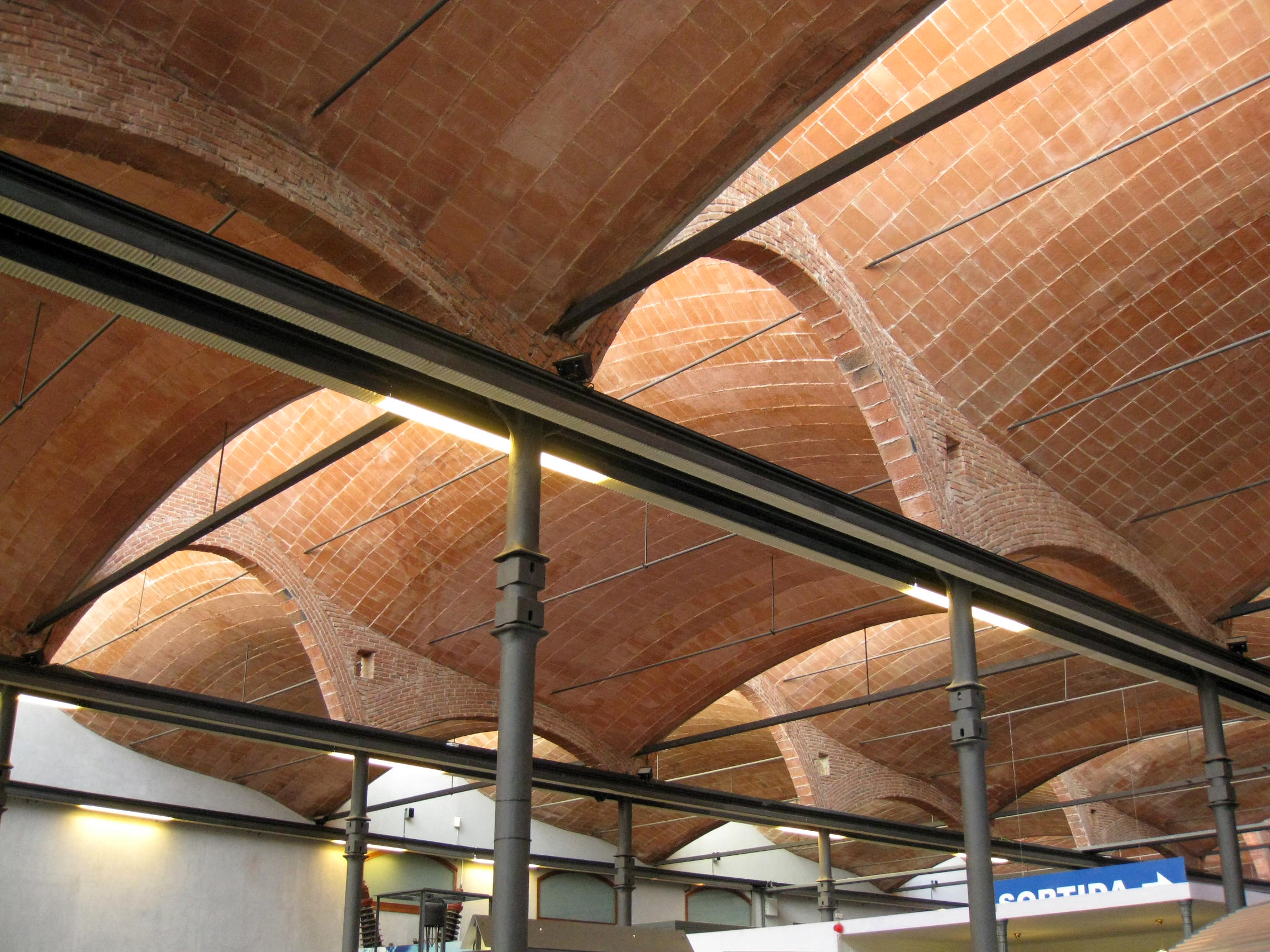
Techo del interior de la nave principal

La cubierta de la nave principal está formada por arcos y bóvedas de ladrillo (bóveda catalana) tensadas con hierro. Las bóvedas se combinan con claraboyas adoptando el sistema de dientes de sierra. La nave no tiene ventanas: la iluminación cenital se consigue con las amplias claraboyas. Las bóvedas de la cubierta son osadas y estéticas: con materiales modernos (hierro fundido) y económicos (baldosas y ladrillos), Muncunill consiguió una combinación de funcionalidad y estética.
La sala de máquinas, de gran sobriedad, está construida con ladrillos y cubierta con bóvedas. Su situación le permite distribuir racionalmente la energía al conjunto de la nave.
La recuperación del Vapor Aymerich, Amat y Jover se ha llevado a cabo en varias fases. Los arquitectos Joan Margarit y Carles Buixadé fueron los encargados de la rehabilitación principal del edificio. La primera fase, que se inauguró en 1984, incluyó la restauración de la fachada, el cuerpo de la máquina de vapor y las calderas, eliminando la capa de cal blanca y dejando a cuerpo descubierto lo obra de ladrillo vista. El año 1996 se acabó una segunda rehabilitación, que incorporó en el edificio un sótano de 3.300 m².
El año 2000 se finalizó una tercera intervención, obra de los arquitectos Quim Larrea y Francesc Patrís. La entrada se situó a la parte norte del conjunto, en un nuevo edificio que incluye la recepción y el restaurante, y se instaló una fachada fotovoltaica en la pared medianera del bloque de viviendas contiguo al vapor.